# Cissé Mariam Kaïdama Sidibé
Pour les articles homonymes, voir Sidibé.
Cissé Mariam Kaïdama Sidibé, née le 4 janvier 1948 à Tombouctou (Mali) et morte le 6 novembre 2021 à Tunis (Tunisie), est une femme d'État malienne. Après avoir occupé plusieurs postes ministériels, elle est la première femme à occuper le poste de Premier ministre le 3 avril 2011, succédant à Modibo Sidibé, jusqu'au coup d'État du 22 mars 2012 du capitaine Amadou Sanogo.

## Biographie
Mariam Kaïdama Sidibé est née à Tombouctou, dans l'ancienne Afrique-Occidentale française, le 4 janvier 1948. Après une scolarité à Goudam, elle passe le baccalauréat en 1970 à Bamako. Elle obtient ensuite le diplôme d'administrateur civil à l'École nationale d'administration de Bamako.

### Carrière professionnelle
Entre 1974 et 1989, Mariam Kaïdama Sidibé est fonctionnaire au ministère de tutelle des Sociétés et Entreprises d’État du Mali.
En 1991, Mariam Kaïdama Sidibé est conseillère technique auprès du président Amadou Toumani Touré, puis d'août 1991 à juin 1992, ministre du Plan et de la Coopération internationale du gouvernement de transition. De mai 1992 à juin 1992, elle est aussi ministre de l'Agriculture et de l'Environnement. Entre août 1993 et novembre 2000, elle est secrétaire exécutive du Comité inter-État de lutte contre la sécheresse au Sahel (CILSS), basé à Ouagadougou. En août 2001, elle est à nouveau conseillère spéciale du président de la République, après l'élection de celui-ci. De mars à juin 2002, elle est ministre du Développement rural du Mali puis en 2003, elle est nommée présidente du conseil d'administration de la Société nationale de tabac et allumettes du Mali (Sonatam).

### Première ministre
Le 3 avril 2011, elle est désignée à la Primature par le président Amadou Toumani Touré. Son gouvernement est constitué et rendu public le 6 avril 2011. Elle est la première femme Première ministre du Mali.
Le 5 novembre 2015, elle est nommée ambassadrice de l'Autorité du bassin du Niger (NBA) auprès de la COP21 qui s'est tenue à Paris.
Le 9 avril 2012, elle signe une lettre avec le président de l'Assemblée nationale destinée à la Cour constitutionnelle pour constater la vacance présidentielle survenue la veille.
Elle meurt le 6 novembre 2021 à Tunis (Tunisie), où elle était soignée depuis un mois.

### Vie de famille
Mariée et mère de quatre enfants, elle porte le nom de son mari, Cissé, devant ses prénoms et nom de naissance.